# Газарян, Геворг Гарникович
Гево́рг Га́рникович Газаря́н (арм. Գևորգ Գառնիկի Ղազարյան; род. 5 апреля 1988, Ереван) — армянский футболист, нападающий. Выступал за сборную Армении.

## Клубная карьера

### «Пюник»
В сезоне 2004 года выступал за юношескую команду «Пюника» в Первой лиге. А в следующем сезоне состоялся дебют в главной команде. 6 июля 2005 года Газарян вышел на поле стадиона «Лернагорц» против одноимённой команды, заменив в перерыве Агвана Мкртчяна. Первый гол за клуб провёл в следующем сезоне. 24 мая 2006 года в игре против «Ширака» Газарян вышел на поле на 55-й минуте матча и спустя 5 минут забил свой первый мяч. В этом же матче он забил и второй мяч (матч закончился со счётом 7:0).
В 2007 году Газарян провёл в составе «Пюника» первый круг чемпионата, после этого перешёл на правах аренды в «Бананц». В первой же игре Газарян отметился хет-триком. Отыграв второй круг в «Бананце», возвратился в «Пюник». В 2010 году на его счету два хет-трика и дубль в финале Кубка Армении 2010.
10 января 2011 года было сообщено, что Газарян отправился на предсезонный сбор в Турцию с «Кубанью».

### «Металлург» (Донецк)
В июне 2011 года подписал контракт с донецким «Металлургом» вместе с одноклубником Маркосом Пиццелли.
19 июля 2012 в матче Лиги Европы против черногорского «Челика» сделал свой первый хет-трик за «Металлург» и отдал одну голевую передачу, тем самым украинский клуб выиграл со счётом 7:0.
В июне 2013 года покинул клуб и отправился до конца года в аренду в карагандинский «Шахтёр».

## Карьера в сборной
Дебютировал в составе молодёжной сборной 17 мая 2006 года в отборочном матче против сборной Сан-Марино. На 63-й минуте этого матча 18-летний Газарян заменил Армена Тиграняна. После победы со счётом 2:1 выяснилось, что за армянскую команду сыграл дисквалифицированный игрок и последовало техническое поражение — 0:3. Но в ответном матче молодёжная сборная победила со счётом 4:0 и вышла в следующий тур. Один из этих мячей на 66-й минуте забил Газарян, тем самым открыв счёт своим голам за молодёжку.
В 2007 году был призван в ряды национальной команды. 22 августа дебютировал в матче против сборной Португалии. Данный матч был отборочным к Евро-2008 (1:1). Газарян вышел на замену на 58-й минуте, заменив Генриха Мхитаряна.
11 сентября 2012 года в отборочном матче чемпионата мира между сборными Болгарии и Армении Газарян был удалён с поля за удар мячом по мальчику, подающему мячи.

## Достижения

### Командные
«Пюник»
- Чемпион Армении (5): 2005, 2006, 2008, 2009, 2010
- Обладатель Кубка Армении (2): 2009, 2010
- Финалист Кубка Армении: 2006
- Обладатель Суперкубка Армении (3): 2007, 2008, 2010
- Итого: 10 трофеев

«Бананц»
- Серебряный призёр чемпионата Армении: 2007
- Обладатель Кубка Армении: 2007
- Итого: 1 трофей

«Металлург» (Донецк)
- Финалист Кубка Украины: 2011/12
- Финалист Суперкубка Украины: 2012

«Шахтёр» (Караганда)
- Обладатель Кубка Казахстана: 2013
- Итого: 1 трофей

### Личные
- Лучший молодой футболист чемпионата Армении: 2007
- Лучший бомбардир чемпионата Армении: 2010
- Лучший игрок месяца в «Металлурге»: сентябрь 2011[13].
- В списке 33 лучших футболистов Казахстанской Премьер-Лиги: № 2 (2013)

## Статистика

### Клубная
| Клуб               | Сезон            | Лига             | Лига  | Лига | Кубки  | Кубки | Кубки | Конт.турниры | Конт.турниры | Конт.турниры | Прочие | Прочие | Прочие | Всего | Всего |
| Клуб               | Сезон            | Сорев.           | Матчи | Голы | Сорев. | Матчи | Голы  | Сорев.       | Матчи        | Голы         | Сорев. | Матчи  | Голы   | Матчи | Голы  |
| ------------------ | ---------------- | ---------------- | ----- | ---- | ------ | ----- | ----- | ------------ | ------------ | ------------ | ------ | ------ | ------ | ----- | ----- |
| Пюник              | 2005             | ЧА               | 9     | 0    | КА     | ?     | ?     | ЛЧ           | 0            | 0            | СА     | ?      | ?      | 9     | 0     |
| Пюник              | 2006             | ЧА               | 15    | 3    | КА     | ?     | ?     | ЛЧ           | 0            | 0            | СА     | ?      | ?      | 15    | 3     |
| → Пюник-2          | 2006             | ПЛА              | 2     | 0    | КА     | ?     | ?     | -            | -            | -            | -      | -      | -      | 2     | 0     |
| → Пюник-2          | Всего            | Всего            | 2     | 0    |        | 0     | 0     |              | -            | -            |        | -      | -      | 2     | 0     |
| Пюник              | 2007             | ЧА               | 14    | 6    | КА     | 3     | 1     | ЛЧ           | 4            | 2            | СА     | ?      | ?      | 21    | 9     |
| Бананц             | 2007             | ЧА               | 11    | 6    | КА     | ?     | ?     | К            | 0            | 0            | -      | -      | -      | 11    | 6     |
| Бананц             | Всего            | Всего            | 11    | 6    |        | 0     | 0     |              | 0            | 0            |        | -      | -      | 11    | 6     |
| Пюник              | 2008             | ЧА               | 24    | 8    | КА     | 7     | 1     | ЛЧ           | 2            | 0            | СА     | ?      | ?      | 33    | 9     |
| Пюник              | 2009             | ЧА               | 20    | 7    | КА     | 4     | 2     | ЛЧ           | 2            | 0            | СА     | 0      | 0      | 26    | 9     |
| Пюник              | 2010             | ЧА               | 24    | 16   | КА     | 4     | 2     | ЛЧ           | 2            | 0            | СА     | 0      | 0      | 30    | 18    |
| Пюник              | 2011             | ЧА               | 11    | 3    | КА     | 2     | 0     | ЛЧ           | 0            | 0            | СА     | 0      | 0      | 13    | 3     |
| Пюник              | Всего            | Всего            | 117   | 43   |        | 20    | 6     |              | 10           | 2            |        | 0      | 0      | 147   | 51    |
| Металлург (Донецк) | 2011/12          | ЧУ               | 28    | 2    | КУ     | 5     | 0     | -            | -            | -            | -      | -      | -      | 33    | 2     |
| Металлург (Донецк) | 2012/13          | ЧУ               | 21    | 3    | КУ     | 1     | 0     | ЛЕ           | 4            | 3            | СУ     | 1      | 0ъ     | 27    | 6     |
| Шахтёр             | 2013             | ЧК               | 3     | 0    | КК     | 3     | 0     | ЛЧ+ЛЕ        | 5+6          | 0+0          | СК     | 0      | 0      | 17    | 0     |
| Шахтёр             | Всего            | Всего            | 3     | 0    |        | 3     | 0     |              | 11           | 0            |        | 0      | 0      | 17    | 0     |
| Металлург (Донецк) | 2013/14          | ЧУ               | 10    | 1    | КУ     | 0     | 0     | ЛЕ           | 0            | 0            | -      | -      | -      | 10    | 1     |
| Металлург (Донецк) | Всего            | Всего            | 59    | 6    |        | 6     | 0     |              | 4            | 3            |        | 1      | 0      | 70    | 9     |
| Олимпиакос         | 2014/15          | ЧГ               | 0     | 0    | КГ     | 0     | 0     | ЛЧ+ЛЕ        | 0            | 0+0          | СК     | 0      | 0      | 0     | 0     |
| Олимпиакос         | Всего            | Всего            | 0     | 0    |        | 0     | 0     |              | 0            | 0            |        | 0      | 0      | 0     | 0     |
| Всего за карьеру   | Всего за карьеру | Всего за карьеру | 191   | 55   |        | 29    | 6     |              | 25           | 5            |        | 1      | 0      | 246   | 66    |

### В сборной

#### Матчи и голы за сборную
| Матчи и голы Геворга Газаряна за сборную Армении | Матчи и голы Геворга Газаряна за сборную Армении | Матчи и голы Геворга Газаряна за сборную Армении         | Матчи и голы Геворга Газаряна за сборную Армении | Матчи и голы Геворга Газаряна за сборную Армении | Матчи и голы Геворга Газаряна за сборную Армении | Матчи и голы Геворга Газаряна за сборную Армении  |
| №                                                | Дата                                             | Место проведения                                         | Соперник                                         | Счёт                                             | Голы                                             | Соревнование                                      |
| ------------------------------------------------ | ------------------------------------------------ | -------------------------------------------------------- | ------------------------------------------------ | ------------------------------------------------ | ------------------------------------------------ | ------------------------------------------------- |
| 1                                                | 22 августа 2007                                  | Армения, Ереван, Республиканский стадион                 | Португалия                                       | 1:1                                              | —                                                | Отборочный матч чемпионата Европы по футболу 2008 |
| 2                                                | 21 ноября 2007                                   | Армения, Ереван, Республиканский стадион                 | Казахстан                                        | 0:1                                              | —                                                | Отборочный матч чемпионата Европы по футболу 2008 |
| 3                                                | 2 февраля 2008                                   | Мальта, Та-Кали, Национальный стадион                    | Мальта                                           | 1:0                                              | —                                                | Матч международного турнира на Мальте 2008        |
| 4                                                | 4 февраля 2008                                   | Мальта, Та-Кали, Национальный стадион                    | Беларусь                                         | 2:1                                              | —                                                | Матч международного турнира на Мальте 2008        |
| 5                                                | 6 февраля 2008                                   | Мальта, Та-Кали, Национальный стадион                    | Исландия                                         | 0:2                                              | —                                                | Матч международного турнира на Мальте 2008        |
| 6                                                | 26 марта 2008                                    | Нидерланды, Роттердам, «Дото»                            | Казахстан                                        | 1:0                                              | —                                                | Товарищеский матч                                 |
| 7                                                | 28 мая 2008                                      | Молдова, Тирасполь, «Шериф»                              | Молдова                                          | 2:2                                              | —                                                | Товарищеский матч                                 |
| 8                                                | 1 июня 2008                                      | Германия, Оффенбах, Стадион на горе Биеберер             | Греция                                           | 0:0                                              | —                                                | Товарищеский матч                                 |
| 9                                                | 11 февраля 2009                                  | Кипр, Лимасол, «Цирион Атлетик Центр»                    | Латвия                                           | 0:0                                              | —                                                | Товарищеский матч                                 |
| 10                                               | 28 марта 2009                                    | Армения, Ереван, Республиканский стадион                 | Эстония                                          | 2:2                                              | 1                                                | Отборочный матч чемпионата мира по футболу 2010   |
| 11                                               | 1 апреля 2009                                    | Эстония, Таллин, «А. Ле Кок Арена»                       | Эстония                                          | 0:1                                              | —                                                | Отборочный матч чемпионата мира по футболу 2010   |
| 12                                               | 25 мая 2010                                      | Армения, Ереван, Республиканский стадион                 | Узбекистан                                       | 3:1                                              | —                                                | Товарищеский матч                                 |
| 13                                               | 8 октября 2010                                   | Армения, Ереван, Республиканский стадион                 | Словакия                                         | 3:1                                              | 1                                                | Отборочный матч чемпионата Европы по футболу 2012 |
| 14                                               | 12 октября 2010                                  | Армения, Ереван, Республиканский стадион                 | Андорра                                          | 4:0                                              | 1                                                | Отборочный матч чемпионата Европы по футболу 2012 |
| 15                                               | 9 февраля 2011                                   | Кипр, Лимасол, «Цирион Атлетик Центр»                    | Грузия                                           | 1:2                                              | —                                                | Товарищеский матч                                 |
| 16                                               | 26 марта 2011                                    | Армения, Ереван, Республиканский стадион                 | Россия                                           | 0:0                                              | —                                                | Отборочный матч чемпионата Европы по футболу 2012 |
| 17                                               | 4 июня 2011                                      | Россия, Санкт-Петербург, «Петровский»                    | Россия                                           | 1:3                                              | —                                                | Отборочный матч чемпионата Европы по футболу 2012 |
| 18                                               | 10 августа 2011                                  | Литва, Каунас, Стадион им. С. Дарюса и С. Гиренаса       | Литва                                            | 0:3                                              | —                                                | Товарищеский матч                                 |
| 19                                               | 2 сентября 2011                                  | Андорра, Андорра-ла-Велья, «Комуналь д’Андорра-ла-Велья» | Андорра                                          | 3:0                                              | 1                                                | Отборочный матч чемпионата Европы по футболу 2012 |
| 20                                               | 6 сентября 2011                                  | Словакия, Жилина, «Под Дубнём»                           | Словакия                                         | 4:0                                              | 1                                                | Отборочный матч чемпионата Европы по футболу 2012 |
| 21                                               | 7 октября 2011                                   | Армения, Ереван, Республиканский стадион                 | Македония                                        | 4:1                                              | 1                                                | Отборочный матч чемпионата Европы по футболу 2012 |
| 22                                               | 11 октября 2011                                  | Ирландия, Дублин, «Авива»                                | Ирландия                                         | 1:2                                              | —                                                | Отборочный матч чемпионата Европы по футболу 2012 |
| 23                                               | 28 февраля 2012                                  | Кипр, Лимасол, «Цирион Атлетик Центр»                    | Сербия                                           | 0:2                                              | —                                                | Товарищеский матч                                 |
| 24                                               | 31 мая 2012                                      | Австрия, Куфштайн, «Куфштайн Арена»                      | Греция                                           | 0:1                                              | —                                                | Товарищеский матч                                 |
| 25                                               | 5 июня 2012                                      | Армения, Ереван, Республиканский стадион                 | Казахстан                                        | 3:0                                              | 2                                                | Товарищеский матч                                 |
| 26                                               | 15 августа 2012                                  | Армения, Ереван, Республиканский стадион                 | Беларусь                                         | 1:2                                              | —                                                | Товарищеский матч                                 |
| 27                                               | 11 сентября 2012                                 | Болгария, София, «Васил Левски»                          | Болгария                                         | 0:1                                              | —                                                | Отборочный матч чемпионата мира по футболу 2014   |
| 28                                               | 14 ноября 2012                                   | Армения, Ереван, Республиканский стадион                 | Литва                                            | 4:2                                              | —                                                | Товарищеский матч                                 |
| 29                                               | 5 февраля 2013                                   | Франция, Валанс, «Жорж Помпиду»                          | Люксембург                                       | 1:1                                              | —                                                | Товарищеский матч                                 |
| 30                                               | 26 марта 2013                                    | Армения, Ереван, Республиканский стадион                 | Чехия                                            | 0:3                                              | —                                                | Отборочный матч чемпионата мира по футболу 2014   |
| 31                                               | 11 июня 2013                                     | Дания, Копенгаген, «Паркен»                              | Дания                                            | 4:0                                              | —                                                | Отборочный матч чемпионата мира по футболу 2014   |
| 32                                               | 14 августа 2013                                  | Албания, Тирана, «Кемаль Стафа»                          | Албания                                          | 0:2                                              | —                                                | Товарищеский матч                                 |
| 33                                               | 6 сентября 2013                                  | Чехия, Прага, «Эден Арена»                               | Чехия                                            | 2:1                                              | 1                                                | Отборочный матч чемпионата мира по футболу 2014   |
| 34                                               | 10 сентября 2013                                 | Армения, Ереван, «Раздан»                                | Дания                                            | 0:1                                              | —                                                | Отборочный матч чемпионата мира по футболу 2014   |
| 35                                               | 11 октября 2013                                  | Армения, Ереван, Республиканский стадион                 | Болгария                                         | 2:1                                              | —                                                | Отборочный матч чемпионата мира по футболу 2014   |
| 36                                               | 15 октября 2013                                  | Италия, Неаполь, «Сан-Паоло»                             | Италия                                           | 2:2                                              | —                                                | Отборочный матч чемпионата мира по футболу 2014   |
| 37                                               | 5 марта 2014                                     | Россия, Краснодар, «Кубань»                              | Россия                                           | 0:2                                              | —                                                | Товарищеский матч                                 |
| 38                                               | 27 мая 2014                                      | Швейцария, Каруж, «Стад де Фонтенетте»                   | ОАЭ                                              | 4:3                                              | —                                                | Товарищеский матч                                 |
| 39                                               | 31 мая 2014                                      | Швейцария, Сьон, «Турбийон»                              | Алжир                                            | 1:3                                              | —                                                | Товарищеский матч                                 |
| 40                                               | 6 июня 2014                                      | Германия, Майнц, «Кофас Арена»                           | Германия                                         | 1:6                                              | —                                                | Товарищеский матч                                 |

Итого: 40 матчей / 9 голов; 15 побед, 8 ничьих, 17 поражений.

#### Сводная статистика игр/голов за сборную
| Сборная          | Год              | Отборочные матчи ЧМ | Отборочные матчи ЧМ | Финальные матчи ЧМ | Финальные матчи ЧМ | Отборочные матчи ЧЕ | Отборочные матчи ЧЕ | Финальные матчи ЧЕ | Финальные матчи ЧЕ | Товарищеские матчи | Товарищеские матчи | Итого | Итого |
| Сборная          | Год              | Игры                | Голы                | Игры               | Голы               | Игры                | Голы                | Игры               | Голы               | Игры               | Голы               | Игры  | Голы  |
| ---------------- | ---------------- | ------------------- | ------------------- | ------------------ | ------------------ | ------------------- | ------------------- | ------------------ | ------------------ | ------------------ | ------------------ | ----- | ----- |
| Армения          | 2007             | —                   | —                   | —                  | —                  | 2                   | 0                   | —                  | —                  | —                  | —                  | 2     | 0     |
| Армения          | 2008             | —                   | —                   | —                  | —                  | —                   | —                   | —                  | —                  | 6                  | 0                  | 6     | 0     |
| Армения          | 2009             | 2                   | 1                   | —                  | —                  | —                   | —                   | —                  | —                  | 1                  | 0                  | 3     | 1     |
| Армения          | 2010             | —                   | —                   | —                  | —                  | 2                   | 2                   | —                  | —                  | 1                  | 0                  | 3     | 2     |
| Армения          | 2011             | —                   | —                   | —                  | —                  | 6                   | 3                   | —                  | —                  | 2                  | 0                  | 8     | 3     |
| Армения          | 2012             | 1                   | 0                   | —                  | —                  | —                   | —                   | —                  | —                  | 5                  | 2                  | 6     | 2     |
| Армения          | 2013             | 6                   | 1                   | —                  | —                  | —                   | —                   | —                  | —                  | 2                  | 0                  | 8     | 1     |
| Армения          | 2014             | —                   | —                   | —                  | —                  | —                   | —                   | —                  | —                  | 4                  | 0                  | 4     | 0     |
| Всего за карьеру | Всего за карьеру | 10                  | 2                   | 0                  | 0                  | 10                  | 5                   | 0                  | 0                  | 20                 | 2                  | 40    | 9     |